# Amtsgericht Bad Ems

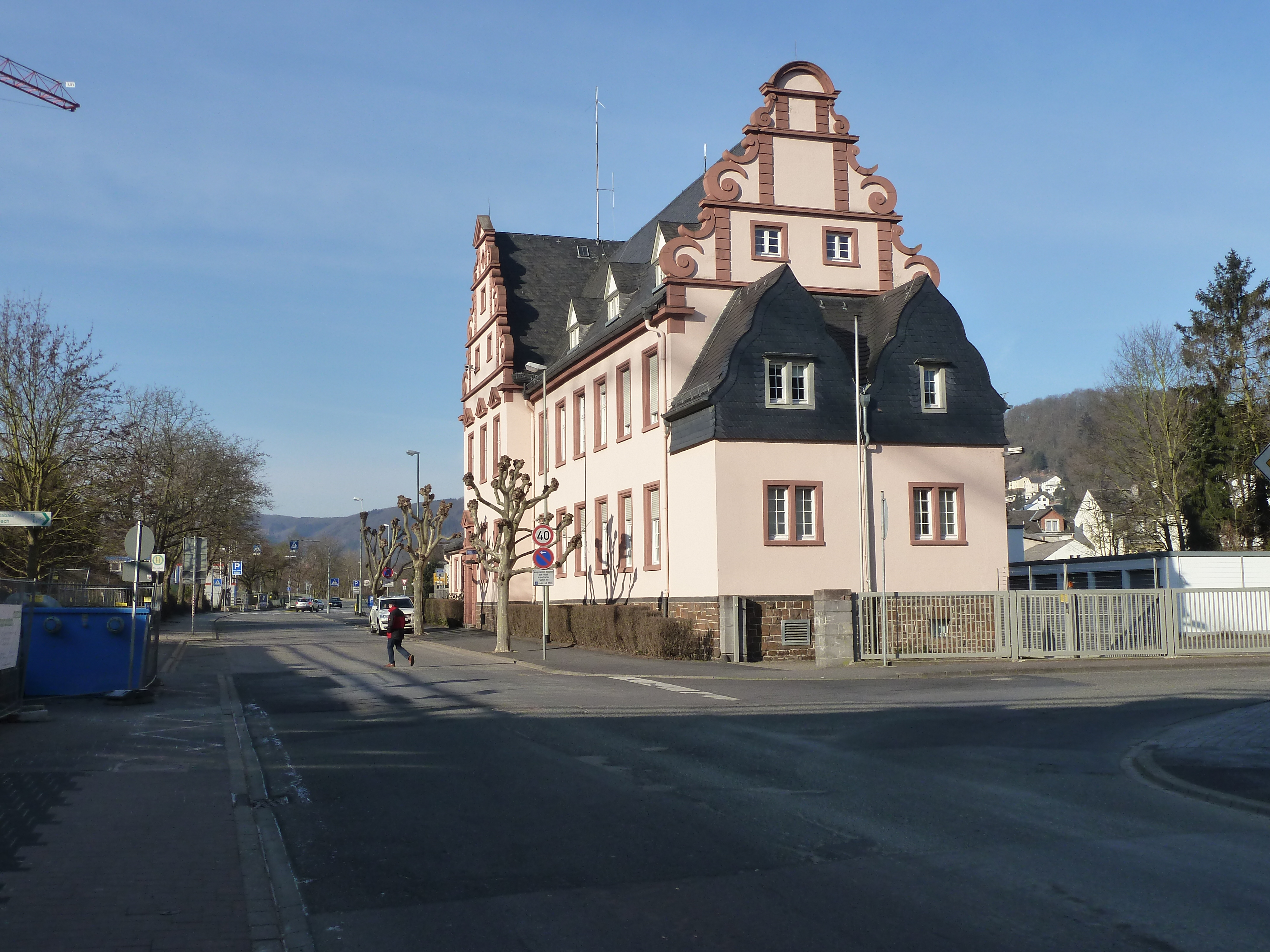
Ehem. Amtsgerichtsgebäude (2012)

Das Amtsgericht Bad Ems (bis 1913: Amtsgericht Ems) war ein Gericht der ordentlichen Gerichtsbarkeit in Bad Ems.

## Geschichte
Durch § 12 der Verordnung vom 22. Februar 1867 wurde nach der Annexion Nassaus durch Preußen die Trennung von Verwaltung und Justiz angeordnet. Diese war im Herzogtum Nassau nicht gegeben. Die Ämter waren sowohl Verwaltungsbezirke als auch Gerichte erster Instanz. Für Ems war das Amt Nassau zuständig. Mit Verordnungen vom 26. Juni 1867 und 21. August 1867 wurde die Justizfunktion den neu geschaffenen Amtsgerichten, darunter das Amtsgericht Ems, übertragen. Das Amtsgericht Ems war zunächst dem Kreisgericht Limburg nachgeordnet und verfügte über eine Richterstelle. Seinen Sprengel bildeten Ems, Becheln, Dausenau, Dessighofen, Dienethal, Dornholzhausen, Geisig, Hömberg, Kemmenau, Misselberg, Oberwies, Schweighausen, Sulzbach und Zimmerschied.
Zum 1. Oktober 1879 traten die Änderungen des Gerichtsverfassungsgesetzes in Kraft. Das Amtsgericht Ems blieb bestehen, anstelle des aufgelösten Kreisgerichtes Limburg trat nun aber das Landgericht Limburg. Sein Sprengel umfasste nun aus dem Unterlahnkreis aus dem Amt Nassau den Stadtbezirk Ems und den Gemeindebezirk Kemmenau. Am Gericht bestand 1880 eine Richterstelle. Das Amtsgericht war damit ein kleines Amtsgericht im Landgerichtsbezirk.
Im Jahre 1913 wurde Ems in Bad Ems umbenannt und der Name des Amtsgerichts änderte sich entsprechend in Amtsgericht Bad Ems.
Da Bad Ems nach 1945 Rheinland-Pfalz zugeordnet war und Limburg an der Lahn Hessen, wurde das Amtsgericht Bad Ems dem Gerichtsbezirk des Landgerichtes Koblenz zugeordnet. Im Jahre 1968 wurde das Amtsgericht Bad Ems aufgehoben.

## Amtsgerichtsgebäude
Von 1910 bis 1912 wurde das Amtsgerichtsgebäude in Bad Ems, Viktoriaallee 21, erbaut. Der stattliche Zweiflügelbau im Stil der Neurenaissance wird heute als Polizeiinspektion genutzt und steht unter Denkmalschutz.